# سیارک ۲۲۷۶۴۱
سیارک ۲۲۷۶۴۱ (به انگلیسی: 227641 Nothomb، نامگذاری:2006BD99) دویست و بیست و هفت هزار و ششصد و چهل و یکمین سیارک کشف شده‌است که در ۲۸ ژانویه ۲۰۰۶ کشف شد.